# Tian Riba
Tian Riba (Matadepera, 16 de desembre de 1974) és un periodista i productor televisiu català que treballa a la productora audiovisual El Terrat.
Al llarg de la seva carrera ha estat subdirector del programa Divendres, director i presentador d'Economia en colors i també director del programa Preguntes freqüents (FAQS) fins al setembre del 2020, tots a TV3. Per aquesta darrera etapa al capdavant del FAQS, envoltat de moltes polèmiques, Riba fou durament criticat per la seva acceptació i normalització a l'hora de convidar representants de la ultradreta espanyola al programa, que des de diverses instàncies s'ha considerat com a factor de pes en la visibilitat mediàtica inicial de Vox.
També ha conduït diverses temporades la secció de l'Ull de Poll a El món a RAC1. Va començar la seva trajectòria a Matadepera Ràdio, el diari L'Actualitat de Terrassa i a El 9 Nou. Va ser cap de Política dels diaris El Punt i Avui. Ha escrit la novel·la L'home desconcertat i diferents llibres sobre política, com Camí sense retorn.